# Nga Quán
Nga Quán là một xã thuộc huyện Trấn Yên, tỉnh Yên Bái, Việt Nam.

## Địa lý
Xã Nga Quán có vị trí địa lý:
- Phía đông giáp xã Minh Quán
- Phía tây giáp xã Y Can và thành phố Yên Bái
- Phía nam giáp xã Cường Thịnh
- Phía bắc giáp thị trấn Cổ Phúc.

Xã Nga Quán có diện tích 5,11 km², dân số năm 2019 là 1.939 người, mật độ dân số đạt 380 người/km².

## Hành chính
Xã Nga Quán được chia thành 4 thôn: Hồng Hà, Hồng Thái, Ninh Phúc, Ninh Thuận.

## Lịch sử
Ngày 28 tháng 12 năm 2022, UBND tỉnh Yên Bái ban hành Quyết định số 2679/QĐ-UBND về việc công nhận thị trấn Cổ Phúc và vùng phụ cận (bao gồm một phần các xã: Việt Thành, Nga Quán, Minh Quán, Hòa Cuông, Y Can) đạt tiêu chí đô thị loại V.